# Công viên Ujazdów

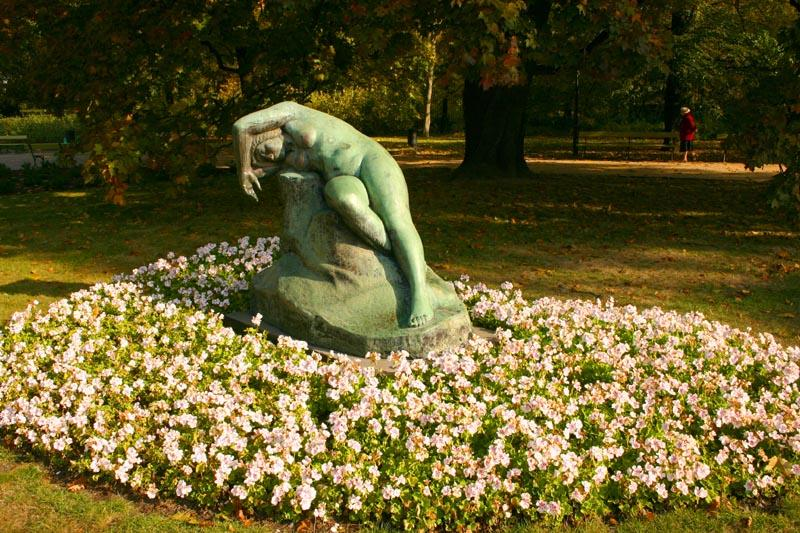
Ewa, một tác phẩm điêu khắc của Edward Wittig

Công viên Ujazdów (tiếng Ba Lan: Park Ujazdowski) là một trong những công viên đẹp nhất của Warsaw, Ba Lan. Công viên giáp với đại lộ Aleje Ujazdowskie (Đại lộ Ujazdów), với nhiều đại sứ quán và tòa nhà Sejm.

## Lịch sử
Từ cuối thời Trung Cổ khu vực này đã bị chiếm đóng bởi làng Ujazdów, nằm cách vài dặm về phía nam của khu phố cổ của Warsaw. Vào năm 1619-1625, một cung điện và khu vườn đã được xây dựng tại đây bởi Giovanni Battista Trevano dành cho Vua Zygmunt III Waza.
Vào năm 1782, vua Stanisław August Poniatowski đã mua ngôi làng và di dời nó khoảng một km về phía tây (gần nơi hiện là cơ sở chính của Đại học Bách khoa Warsaw), trong khi khu vực làng cũ (dọc theo trục của " Con đường Hoàng gia ") đã biến thành Cực Marsowe (Cánh đồng Sao Hỏa), một quảng trường rộng lớn cho các cuộc diễu hành quân sự, được mô phỏng và đặt tên theo Champ de Mars của Paris. Ngôi làng cũng đã được đổi tên thành Nowa Wieś ("Ngôi làng mới") và đặt tên cho ulica Nowowiejska ngày nay (Phố làng mới).
Sau khi Nga tiếp quản Warsaw sau Chiến tranh Napoléon, khu vực này đã mất đi tính chất quân sự và trở thành nơi tổ chức các hội chợ hàng năm. Nó cũng phục vụ như là một nơi giải trí, với những vòng xoay ngựa gỗ và những khán đài ngoài trời được đặt ở đó mỗi mùa hè. Năm 1893, dưới thời Thị trưởng Sokrates Starynkiewicz, kiến trúc sư vườn nổi tiếng Franciszek Szanior được giao nhiệm vụ biến Cánh đồng Sao Hỏa trước đây thành một công viên công cộng theo " phong cách cảnh quan " nổi tiếng, sau đó là sự pha trộn giữa khu vườn lãng mạn và làn đường kiểu Baroque. Đại lộ cây dẻ ở phía tây của khu vực đã được đưa vào công viên mới thành lập.
Vào thời điểm thành lập, công viên là một trong những công trình hiện đại nhất ở châu Âu. Nó có một cái ao lớn, đài phun nước và một cây cầu bê tông cốt thép trên phần phía nam của ao, được xây dựng bởi kỹ sư nổi tiếng William Lindley. Cây cầu là công trình thứ hai được xây dựng bằng vật liệu đó trên thế giới, sau cây cầu ở Viggen, Thụy Sĩ (1894). Công viên cũng có đèn khí đốt, sân chơi cho trẻ em và cân công cộng (vẫn được sử dụng cho đến năm 2009). Các tác phẩm điêu khắc của công viên được chạm khắc bởi các nghệ sĩ Edward Wittig, Pius Weloński và Théodore-Charles Gruyère. Sau Thế chiến II, một tượng đài về Ignacy Jan Paderewski, bởi Michał Kamieński, đã được thêm vào.
Công viên Ujazdów là nơi yêu thích của người Varsovian: sân chơi của nó rất phổ biến với trẻ em và nhiều cặp vợ chồng mới cưới cũng thường xuyên sử dụng công viên này làm bối cảnh cho những bức ảnh cưới của họ. Năm 2002 công viên đã được tân trang lại hoàn toàn.